# 霍蘭鎮區 (密歇根州米索基縣)
霍蘭鎮區（英語：Holland Township）是位於美國密歇根州米索基縣的一個行政鎮區。

## 地方資料
霍蘭鎮區的面積為92.98平方千米，當中陸地面積為92.26平方千米，而水域面積為0.72平方千米。根據2020年美國人口普查的數據，當地共有人口221人，而人口密度為每平方千米2.38人。